# Agios Georgis
Agios Georgis är en ort i Grekland.   Den ligger i prefekturen Nomós Kerkýras och regionen Joniska öarna, i den västra delen av landet, 400 km nordväst om huvudstaden Aten. Agios Georgis ligger 25 meter över havet och antalet invånare är 4 958. Den ligger på ön Korfu.
Terrängen runt Agios Georgis är kuperad åt sydost, men åt nordväst är den platt. Havet är nära Agios Georgis åt sydväst. Runt Agios Georgis är det ganska tätbefolkat, med 214 invånare per kvadratkilometer. Agios Georgis är det största samhället i trakten. I omgivningarna runt Agios Georgis växer i huvudsak blandskog.